# توکیو سکسویل
توکیو سکسویل (انگلیسی: Tokyo Sexwale؛ زادهٔ ۵ مارس ۱۹۵۳) یک بازرگان، سیاستمدار و مالتی‌میلیونر اهل آفریقای جنوبی است.
او از نامزدهای قاره آفریقا برای تصاحب کرسی ریاست فیفاست.